# USS LST-572
O USS LST-572 foi um navio de guerra norte-americano da classe LST que operou durante a Segunda Guerra Mundial.